# Centerville (Washington)
Centerville és una concentració de població designada pel cens dels Estats Units a l'Estat de Washington. Segons el cens del 2000 tenia 120 habitants.

## Demografia
Segons el cens del 2000 Centerville tenia 120 habitants, 47 habitatges, i 36 famílies. La densitat de població era d'11,7 habitants per km².
Dels 47 habitatges en un 21,3% hi vivien nens de menys de 18 anys, en un 70,2% hi vivien parelles casades, en un 8,5% dones solteres, i en un 21,3% no eren unitats familiars. En el 17% dels habitatges hi vivien persones soles el 2,1% de les quals corresponia a persones de 65 anys o més que vivien soles. El nombre mitjà de persones vivint en cada habitatge era de 2,55 i el nombre mitjà de persones que vivien en cada família era de 2,81.
Per edats la població es repartia de la següent manera: un 20,8% tenia menys de 18 anys, un 5,8% entre 18 i 24, un 30,8% entre 25 i 44, un 30,8% de 45 a 60 i un 11,7% 65 anys o més.
L'edat mediana era de 42 anys. Per cada 100 dones de 18 o més anys hi havia 97,9 homes.
La renda mediana per habitatge era de 31.250 $ i la renda mediana per família de 38.750 $. Els homes tenien una renda mediana de 18.750 $ mentre que les dones 20.417 $. La renda per capita de la població era de 14.915 $. Aproximadament el 6,7% de les famílies i el 18,3% de la població estaven per davall del llindar de pobresa.

## Poblacions properes
El següent diagrama mostra les poblacions més properes.